# Claude Guillemot (réalisateur)
Pour les articles homonymes, voir Claude Guillemot.
Claude Guillemot est un réalisateur français, né le 11 janvier 1935 à Alger (Algérie), mort le 9 janvier 2014 à Narbonne. Il était le mari de la monteuse Agnès Guillemot.

## Filmographie

### Réalisateur
- 1958 : Suita polska[1] (court métrage)
- 1962 : Une semaine en France, (court métrage avec Jean-Claude Chambon)
- 1963 : Le Cheval de bataille
- 1964 : L'Inconnue dans la cité (court métrage)
- 1965 : La Dialectique (court métrage avec Marc Lamole)
- 1968 : Café Tabac
- 1968 : La Trêve
- 1968 : Les Secrets de la mer Rouge (série télévisée)
- 1970 : La Brigade des maléfices (série télévisée, 6 épisodes)
- 1987 : La Brute
- 1990 : La Grande Embrouille (téléfilm)
- 1990 : Le Congrès (téléfilm)
- 1990 : L'Homme au double visage (téléfilm)

### Scénariste
- 1963 : Le Cheval de bataille
- 1968 : La Trêve
- 1970 : La Brigade des maléfices (série télévisée, 6 épisodes)
- 1987 : La Brute
- 1990 : La Grande Embrouille (téléfilm)
- 1990 : Le Congrès (téléfilm)
- 1990 : L'Homme au double visage (téléfilm)